# アジアパラリンピック委員会
アジアパラリンピック委員会（アジアパラリンピックいいんかい、英: Asian Paralympic Committee、略称：APC）は、アジアにおいてパラリンピックを主催する団体であり、またパラリンピックに参加する各種国際障害者スポーツ統括団体を統括する組織である。国際パラリンピック委員会（IPC）の傘下組織。本部はアラブ首長国連邦アブダビ。2002年10月30日設立。

## 沿革
アジアパラリンピック委員会は2002年3月30日に、1999年の国際パラリンピック委員会総会におけるマレーシア・パラリンピック委員会（MPC）の動議に基づき、韓国・釜山で開催されたアジアパラリンピック評議会にて創設が決定された。元々アジアを東アジア、東南アジア、南アジアの3地域に分けて管理していたが、2004年に国際オリンピック委員会（IOC）に合わせてIPCが中央アジアと西アジアをAPCに統合。さらにアジア太平洋地域の障害者スポーツ大会だったフェスピック連盟も統合。現在の名前「アジアパラリンピック委員会」となったのは2006年。

## 組織

### APC会長
| 代 | 氏名                   | 英文氏名         | 出身国・地域     | 期間                    |
| -- | ---------------------- | ---------------- | ---------------- | ----------------------- |
| 1. | ザイナル・アブ・ザリン | Zainal Abu Zarin | マレーシア       | 2002年10月30日 - 2014年 |
| 2. | マジド・ラシド         | Majid Rashed     | アラブ首長国連邦 | 2014年 -                |

### APC副会長
- 水野正幸[5]

## 主催大会
- アジアパラ競技大会（2010年 - ）
- アジアユースパラゲームズ（2009年 -）